# Fabronia kiusiana
Fabronia kiusiana är en bladmossart som beskrevs av Kyuichi Sakurai 1932. Fabronia kiusiana ingår i släktet Fabronia och familjen Fabroniaceae. Inga underarter finns listade i Catalogue of Life.